# Флоренс (Іллінойс)
Флоренс (англ. Florence) — селище (англ. village) в США, в окрузі Пайк штату Іллінойс. Населення — 17 осіб (2020).

## Географія
Флоренс розташований за координатами 39°37′43″ пн. ш. 90°36′39″ зх. д. / 39.62861° пн. ш. 90.61083° зх. д. (39.628692, -90.610697).  За даними Бюро перепису населення США в 2010 році селище мало площу 0,54 км², уся площа — суходіл.

## Демографія
Згідно з переписом 2010 року, у селищі мешкало 38 осіб у 21 домогосподарстві у складі 12 родин. Густота населення становила 70 осіб/км².  Було 28 помешкань (52/км²).
Расовий склад населення:
| - 100,0 % — білих |

До двох чи більше рас належало 0,0 %. Частка іспаномовних становила 0,0 % від усіх жителів.
За віковим діапазоном населення розподілялося таким чином: 5,3 % — особи молодші 18 років, 52,6 % — особи у віці 18—64 років, 42,1 % — особи у віці 65 років та старші. Медіана віку мешканця становила 58,5 року. На 100 осіб жіночої статі у селищі припадало 100,0 чоловіків;  на 100 жінок у віці від 18 років та старших — 100,0 чоловіків також старших 18 років.
Середній дохід на одне домашнє господарство  становив 21 072 долари США (медіана — 19 844), а середній дохід на одну сім'ю — 21 000 доларів (медіана — 16 750). За межею бідності перебувало 50,0 % осіб, у тому числі 100,0 % дітей у віці до 18 років та 50,0 % осіб у віці 65 років та старших.
Цивільне працевлаштоване населення становило 16 осіб. Основні галузі зайнятості: мистецтво, розваги та відпочинок — 50,0 %, роздрібна торгівля — 25,0 %, оптова торгівля — 6,3 %, науковці, спеціалісти, менеджери — 6,3 %.